# Halanaerobium salsuginis
Halanaerobium salsuginis è una specie di batterio appartenente alla famiglia delle Halanaerobiaceae.